# Eudule bicentraria
Eudule bicentraria là một loài bướm đêm trong họ Geometridae.